# Mapy Cortés
María del Pilar Cordero (Santurce; 1 de marzo de 1910-San Juan; 2 de agosto de 1998), conocida como Mapy Cortés, fue una actriz, cantante, bailarina y vedette puertorriqueña. Participó en diferentes películas durante la Época de Oro del cine mexicano, en la que se convirtió en una de las estrellas más taquilleras de la década de los 40.

## Trayectoria
Mapy Cortés se inició como actriz en el teatro de aficionados en San Juan, Puerto Rico. A principios de los años treinta, Mapy Cortés viajó a Nueva York y en febrero de 1932 se casó con el actor y cantante Fernando Cortés, conocido de la familia. Contratados por una compañía teatral cubana encabezada por el barítono dominicano Eduardo Brito, la joven pareja se trasladó a España y Mapy Cortés debutó en el cine en el papel de Carmen, una vedette sevillana, en Dos mujeres y un don Juan (José Buchs, 1934). Para cuando esta película fue estrenada, Cortés tuvo un sobrino, Paquito Cordero, quien se convertiría en un actor y productor muy importante en Puerto Rico. Mapy Cortés participó en varias películas españolas, entre las que destaca su papel cómico en El gato montés (Rosario Pi, 1935), pero su verdadero éxito fue en el teatro, donde para finales de 1935 alcanzó el rango de primera vedette. Sin embargo, con la Guerra Civil la pareja se vio obligada a dejar el país justo cuando Cortés más triunfaba como vedette. Tras una breve estancia en Marsella, Mapy y Fernando Cortés hicieron teatro y cine en Buenos Aires y luego en La Habana, donde iniciaron una amistad de por vida con Jorge Negrete, antes de su éxito cinematográfico.
Mapy y Fernando Cortés se trasladaron a la Ciudad México y debutaron en el Teatro Follies, en una cartelera encabezada por el popular comediante Cantinflas. La pareja se incorporó a la creciente industria del cine mexicano, entonces necesitada de estrellas, sobre todo de "damas jóvenes" taquilleras. La primera participación de Mapy en el cine mexicano fue un papel secundario en Papá se desenreda, comedia dirigida por Miguel Zacarías a fines de 1940 que no se estrenó hasta 1942. Mapy Cortés se convierte en estrella del cine mexicano a finales de 1941 con el estreno de varias películas: La liga de las canciones (Chano Urueta), junto a Ramón Armengod y Domingo Soler, ¡Ay, qué tiempos, señor don Simón! (Julio Bracho), en pareja con Arturo de Córdova, El gendarme desconocido (Miguel M. Delgado), considerada entre las mejores de Cantinflas, y Cinco minutos de amor (Alfonso Patiño Gómez). El éxito de estas películas convirtió a Mapy Cortés en una de las estrellas más taquilleras del cine mexicano. Mapy y Fernando Cortés también participaron en Mexican Moods, un corto de propaganda estadounidense que muestra a la pareja cuando actuaban en el Hotel Reforma en 1941. En el corto, Mapy canta "Nada", del afropuertorriqueño Rafael Hernández, que ella mucho después va a cantar nuevamente en Luna de miel en Puerto Rico, como parte de un tributo al fenecido compositor.   
Mientras su popularidad como protagonista de comedias ascendía, su esposo Fernando empezó a interpretar personajes secundarios en sus películas, muchas veces haciendo el papel de su padre. Con La pícara Susana, sin embargo, Fernando debutó como director. A partir de entonces dirigió y escribió la mayoría de las películas de Mapy, dando inicio a una carrera como director y guionista de comedias que se extendería a la televisión y el teatro y duraría hasta finales de los 70.  
La carrera cinematográfica de Mapy Cortés decayó para finales de la década de 1940, cuando debutó una nueva generación de damas jóvenes. A partir de los 1950s, Mapy Cortés se dedicó principalmente al teatro, aunque también participó en televisión, donde protagonizó Mapy y Papi, comedia que se estrenó en 1954 como parte de la naciente televisión puertorriqueña y luego se trasladó a la televisión mexicana. Sus apariciones cinematográficas finales fueron papeles secundarios en películas dirigidas por Fernando: una comedia para lucimiento de su sobrina Mapita Cortés (Dormitorio para señoritas) y tres coproducciones mexicanas rodadas en Puerto Rico en la década de 1960.
Tras la muerte de Fernando en la Ciudad de México en 1979, Mapy regresó a Puerto Rico, donde vivió retirada del ambiente artístico y falleció en agosto de 1998.

## Filmografía
- Dos mujeres y un Don Juan (1933, España)
- No me mates / Los misterios del barrio chino (1935, España)
- El paraíso recobrado / El Edén de los naturistas (1935, España)
- El gato montés (1935, España)
- ¡Centinela alerta! (1935, España)
- Amor gitano (1936, España)
- Un tipo de suerte (1938, Argentina)
- Ahora seremos felices (1938, Cuba)
- Papá se desenreda (1940, México)
- Cinco minutos de amor (1941, México)
- ¡Ay, qué tiempos, señor Don Simón! (1941, México)
- La liga de las canciones (1941, México)
- El gendarme desconocido (1941, México)
- Seven Days' Leave (1942, Estados Unidos)
- El conde de Montecristo (1942, México)
- Las cinco noches de Adán (1942, México)
- Yo bailé con don Porfirio (1942, México)
- Internado para señoritas (1943, México)
- El globo de Cantolla (1943, México)
- La corte de Faraón (1943, México)
- La guerra de los pasteles (1944, México)
- La hija del regimiento (1944, México)
- La pícara Susana (1944, México)
- Un beso en la noche (1945, México)
- El amor las vuelve locas (1945, México)
- Amor de una vida (1945, México)
- El sexo fuerte (1945, México)
- Los maridos engañan de 7 a 9 / Malditos hombres (1946, México)
- No te cases con mi mujer (1946, México)
- Al marido hay que seguirlo (1948, Argentina)
- Las tandas del Principal (1949, México)
- Recién casados... no molestar (1950, México)
- Venezuela también canta (Olimpiadas musicales) (1951, Venezuela)
- Dormitorio para señoritas (1959, México)
- Los expatriados / Lamento borincano (1963, México / Puerto Rico)
- Los tres pecados / En mi viejo San Juan (1965, México / Puerto Rico)
- Luna de miel en condominio / Luna de miel en Puerto Rico (1966, México / Puerto Rico)